# Ritsuko Kawai
Ritsuko Kawai (河井 リツ子 Kawai Ritsuko) (Toyonaka, 3 marzo 1964) è una disegnatrice giapponese.
È la creatrice dell'anime televisivo Hamtaro. Kawai creò originariamente Hamtaro come una storia per bambini pubblicata la prima volta nel 1997 e successivamente l'anime fu trasmesso in Giappone nel luglio 2000.
Hamtaro racconta le avventure di un piccolo criceto e dei suoi amici. Hamtaro ha acquistato una grande popolarità e con l'uscita dell'anime si è dato il via ad una linea di prodotti a lui dedicati. Kawai ha detto in suo messaggio che Hamtaro vuole promuovere la non violenza, il lavoro di squadra e la collaborazione.